# アン＝ファトゥマタ・ンベロ
アン＝ファトゥマタ・ンベロ（Anne Fatoumata M'Bairo、1993年2月13日 - ）はフランスの柔道家。階級は78kg超級。

## 経歴
2013年のユニバーシアード団体戦で3位になった。2017年のフランス語圏競技大会78kg超級で優勝すると、ユニバーシアードでは3位になった。2018年の世界団体では2位だった。グランドスラム・アブダビでは決勝でベラルーシのマリナ・スルツカヤに敗れて2位となった。2019年のグランドスラム・エカテリンブルグでも決勝でブラジルのマリア・アルテマンに敗れて2位だった。

## 暴行騒ぎ
異性関係の縺れから63kg級の選手であるクラリス・アグベニューと対立することになったンベロは、2013年4月12日にINSEPにおいてロンドンオリンピック銅メダリストである52kg級のプリシラ・ネト、63kg級のランセイ・サン・サン・ムワ、70kg級のファニー＝エステル・ポスビト及び78kg級のマドレーヌ・マロンガを引き連れたアグベニューに寝室に入り込まれると、アグベニューと激しい口論になった挙句、何度となく殴りつけられた。この暴行でンベロは肩を負傷して嘔吐も引き起こしたという。5月16日にフランス柔道連盟の規律委員会は、暴行の主犯であるアグベニューに執行猶予付きの1年間に渡る大会の出場停止、従犯のネト他4名に執行猶予付きの3ヶ月に渡る大会の出場停止処分を科した。しかしながら、フランス柔道連盟がアグベニューらに示した寛大な処置に納得のいかないンベロ側は、この一件をパリの裁判所へ訴えるに至った。2014年7月にパリの裁判所はアグベニューに対して、ンベロへ2780ユーロの支払いと、70時間の社会奉仕活動を言い渡した。ネト他4名は無罪となった。
IJF世界ランキングは3175ポイント獲得で12位（18/4/22現在）。

## 主な戦績
- 2013年 - ユニバーシアード 団体戦 3位
- 2016年 - ベルギー国際 優勝
- 2017年 - アフリカオープン・チュニス 優勝
- 2017年 - フランス語圏競技大会 優勝
- 2017年 - ユニバーシアード 3位
- 2017年 - グランプリ・ザグレブ 3位
- 2017年 - 世界選手権 (無差別) 7位
- 2017年 - グランドスラム・東京 5位
- 2018年 - グランプリ・トビリシ 3位
- 2018年 - 世界団体 2位
- 2018年 - グランドスラム・アブダビ 2位
- 2018年 - グランプリ・ロッテルダム 3位
- 2019年 - グランドスラム・エカテリンブルグ 2位
- 2019年 - ヨーロッパ競技大会団体戦 3位
- 2019年 -　グランドスラム・アブダビ 2位

（出典）。